# Zbigniew Engel (muzyk)
Zbigniew Engel (ur. ok. 1942, zm. 7 maja 2013) – polski saksofonista, członek, lider i współzałożyciel zespołu Luxemburg Combo.

## Życiorys
Związany był Międzyspółdzielnianym Klubem Kulturalno-Oświatowym „Zorza” w Częstochowie. W 1961 roku założył rock and rollowy zespół Luxemburg Combo w którym grał na saksofonie. Z zespołem dokonał nagrań radiowych i fonograficznych, a także zdobył II miejsce na Festiwalu Młodych Talentów w Szczecinie oraz wyróżnienie na Krajowym Festiwalu Piosenki Polskiej w Opolu. Z grupą związany był, aż do jego rozpadu w 1963 roku, kiedy to otrzymał powołanie do wojska. W wojski był kierownikiem zespołu muzycznego Zieloni.
Po odbyciu służby wojskowej grał w restauracjach w całej Polsce oraz Niemczech i Jugosławii. W 1983 roku powrócił do Częstochowy. Prowadził zespół obsługujący przyjęcia. 
Zmarł po ciężkiej chorobie. Został pochowany na Cmentarzu Kule w Częstochowie.